# Chintapally, Nalgonda
Chintapally là một mandal thuộc huyện Nalgonda district, bang Telangana.